# Област Велика Малесија
Област Велика Малесија (алб. Rrethi i Malësisë së Madhe) је једна од 36 области Албаније. има 37.000 становника (процена 2004), и површину од 897 km². На северу је земље, а главни град је Коплик.
Обухвата општине: Груд (Груда), Груемир (Грујемир), Кастрат (Кастриоти), Кељменд (Клименти), Која е Куцит (Кучи), Копљик (Коплик), Триеш (Затријебач), Ћендр (Центар), Хот (Хоти) и Шкрељ (Шкријељи).